# Elaeocarpus griseopuberulus
Elaeocarpus griseopuberulus är en tvåhjärtbladig växtart som beskrevs av Merrill. Elaeocarpus griseopuberulus ingår i släktet Elaeocarpus och familjen Elaeocarpaceae. Inga underarter finns listade i Catalogue of Life.